# Wellington Daniel Bueno
Wellington Daniel Bueno (São Paulo, 24 augustus 1995) is een Braziliaans voetballer.

## Carrière
Bueno begon zijn carrière in 2014 bij Shimizu S-Pulse. Hij tekende in 2015 bij Vissel Kobe. Hij tekende in 2016 bij Kashima Antlers. In 2016 werd de J1 League en Beker van de keizer gewonnen. In 2017 eindigde de club tweede in de J1 League. In 2018 werd hij verhuurd aan Tokushima Vortis. In 2019 keerde hij terug bij Kashima Antlers. In 2019 haalde de ploeg de finale van de Beker van de keizer. In 2020 werd hij verhuurd aan Clube Atlético Mineiro. In 2021 keerde hij terug bij Kashima Antlers. Hij tekende in 2023 bij Kashiwa Reysol.